# Puurmani kommun
Puurmani vald är en kommun i Estland.   Den ligger i landskapet Jõgevamaa, i den centrala delen av landet, 130 km sydost om huvudstaden Tallinn.
Följande samhällen finns i Puurmani vald:
- Puurmani
- Saduküla
- Pikknurme
- Härjanurme
- Pööra